# Jaera albifrons
Jaera albifrons är en kräftdjursart som beskrevs av Leach 1814. Jaera albifrons ingår i släktet Jaera och familjen Janiridae. Arten är reproducerande i Sverige. Utöver nominatformen finns också underarten J. a. albifrons.